# Ataxigamia bicolor
Ataxigamia bicolor är en kackerlacksart som beskrevs av Robert Walter Campbell Shelford 1910. Ataxigamia bicolor ingår i släktet Ataxigamia och familjen jättekackerlackor. Inga underarter finns listade.